# Distretto di Yumurtalık
Il distretto di Yumurtalık (in turco Yumurtalık ilçesi) è uno dei distretti della provincia di Adana, in Turchia.